# Kvazikristal
Kvázikristál je neperiodičen kristal. Prve kvazikristale so odkrili leta 1984 v hitro strjeni zlitini Al-Mn. Za kvazikristale je značilno, da imajo nekristalografske sučne osi.
Že zdavnaj so v kristalografiji pokazali, da je periodičnost mogoča le, če ima kristal 1-, 2-, 3-, 4- in 6-števne osi; to pomeni, da vzorec zavzame kristalografsko identične položaje enkrat, dvakrat, trikrat, štirikrat ali šestkrat pri zasuku za 360°. Sučna os, ki je v središču kvadrata, je na primer 4-števna.
Za razliko od tega imajo do sedaj odkriti kvazikristali 5-, 8-, 10- ali 12-števne sučne osi. Zato imajo nekatere posebne magnetne, električne in mehanske lastnosti.